# M31VJ00443799+4129236
M31VJ00443799+4129236 — двойная затменная переменная звезда в созвездии Андромеды на расстоянии приблизительно 2,52 млн световых лет (около 772 тыс. парсеков) от Солнца. Видимая звёздная величина звезды — около +19,22m. Орбитальный период — около 3,5497 суток.

## Характеристики
Первый компонент — голубой гигант спектрального класса O. Масса — около 23 солнечных, радиус — около 6,55 солнечных.
Второй компонент — бело-голубой гигант спектрального класса B. Масса — около 15 солнечных, радиус — около 5,65 солнечных.